# Campi Salentina
Campi Salentina är en ort och kommun i provinsen Lecce i regionen Apulien i Italien. Kommunen hade 10 322 invånare (2017).